# Naturschutzgebiet Neuländer Moorwiesen
- Das 250 ha große Naturschutzgebiet Neuländer Moorwiesen liegt in den Hamburger Gemarkungen Neuland und Gut Moor (15 ha) im Bezirk Hamburg-Harburg an der Landesgrenze zu Niedersachsen. Im Südosten trennt die Fünfhausener Straße das Gebiet in zwei Teile. Das Naturschutzgebiet ist eine weithin gehölzfreie Niedermoor- und Marschlandschaft, die durch Grünland, Gräben und mehrere, angelegte Flachgewässer geprägt wird. Dieses Gebiet ist von hoher Bedeutung für den Biotopverbund. Wertvolle grünlandgeprägte Feuchtlebensräume in der Umgebung fungieren als ökologische Verbundelemente und ermöglichen einen Individuenaustausch für wildlebende Tiere und Pflanzen. Von besonderer Bedeutung sind hierbei die östlich angrenzenden Grünlandflächen in Niedersachsen und weitere Grünlandbereiche in den Vier- und Marschlanden, nördlich in Wilhelmsburg sowie südlich in Gut Moor.
- Schutzstatus

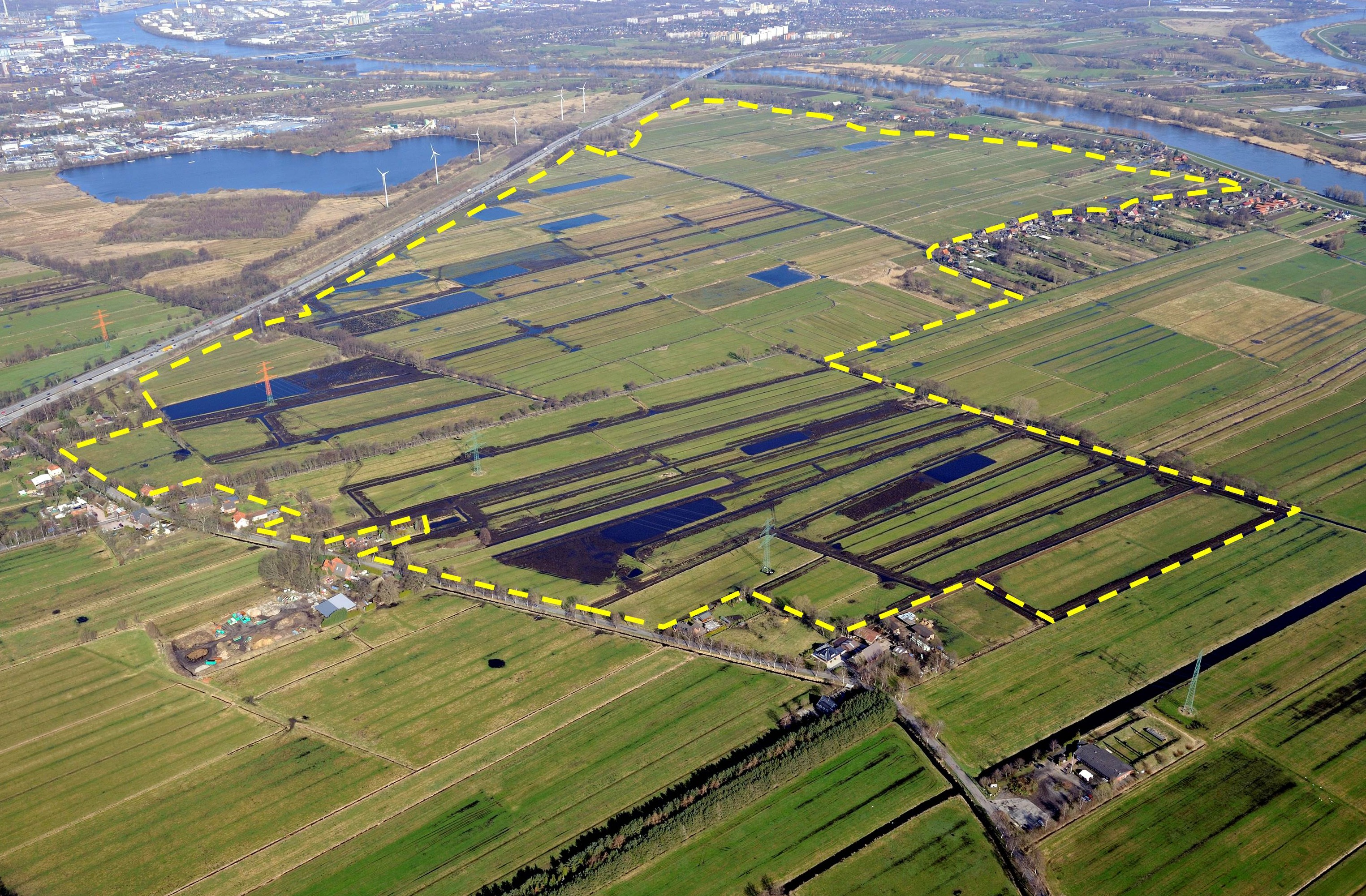
Neuländer Moorwiesen Richtung Norden (2. April 2010): Schutzgebietsgrenzen gelbe Strichlinie

Die Verordnung über das Naturschutzgebiet wurde am 1. August 2017 vom Hamburger Senat beschlossen.

## Morphologie und Boden
Die Geländehöhen liegen zwischen etwas unter 0,4 m NN im sehr niedrigen Zentrum und bei rund 1 m NN im Süden am südlichen Großmoordamm. Deutlich erkennbar ist die Landscheide zwischen dem nach Norden ansteigenden, mineralischer geprägten schmalen „Hochland“ am Elbdeich und dem seicht ansteigenden Randmoor im Süden.
Im Gebiet treten fast flächendeckend durch intensive Nutzung und Entwässerung entstandene vererdete Erdniedermoore und seltener Übergänge zu stärker degenerierten Niedermooren („Mulm-Erdniedermoore“) auf. Unterhalb der ca. 0,5 Meter vererdeten Torfe befinden sich bis zu 5 Meter mächtige wenig zersetzte Torflagen. Als östlicher Teil des ‚Hamburger Moorgürtels‘ ist der Bereich der Neuländer Moorwiesen ein wichtiger Bereich des größten zusammenhängenden Kohlenstoffspeichers in Hamburg. Der Erhalt dieser Niedermoorböden ist von hoher klimatischer Bedeutung. Als Archive der Natur- und Kulturgeschichte sind diese Böden besonders wertvoll.

## Lebensräume, Tier- und Pflanzenwelt

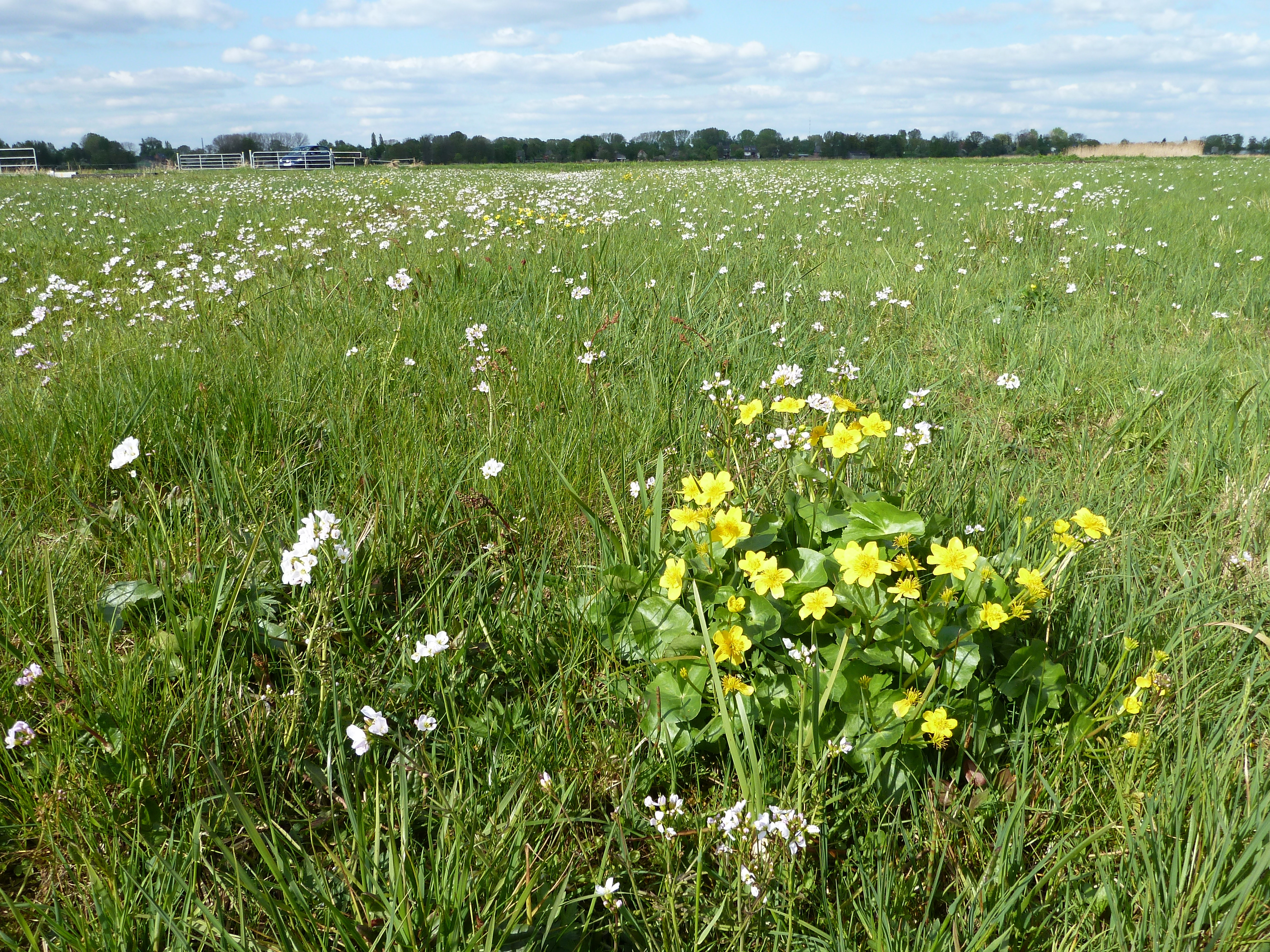
Artenreiches Grünland mit Sumpfdotterblume und Wiesenschaumkraut

### Lebensräume
Die Neuländer Moorwiesen gehören zu den letzten noch weitgehend offenen Grünlandarealen Hamburgs. Das Grünland umfasst einen Flächenanteil von 82 Prozent des Naturschutzgebietes. Dabei macht der Anteil des Feucht- und Nassgrünlandes 52 Prozent aus; Intensivgrünland umfasst 9 Prozent und mesophiles Grünland 21 Prozent der Gesamtfläche.
Das umfangreiche Grabensystem und die teilweise neu angelegten Flachwasserbereiche in den Neuländer Moorwiesen sind mit einem Flächenanteil von 28 ha neben dem Grünland die wichtigste Voraussetzung für das Vorkommen seltener und gefährdeter Pflanzen- und Tierarten im Gebiet. Dabei stellen vor allem die Grabenböschungen wertvolle Standorte für verschiedenste Vegetationstypen dar. Auf kleinstem Raum gehen Niedermoore mit Röhrichten und Seggenriedern über in wiesenartige Abschnitte gefolgt von kleineren trocken-mageren Bereichen im oberen Böschungsteil. Diese standörtliche Vielfalt ist der Grund für den außerordentlichen Artenreichtum der Gräben und die große Bedeutung, die diese als Vernetzungsachsen entfalten.
In geringem Umfang sind zudem kleinere Gehölzbereiche, straßenbegleitende Einzelbäume an der Fünfhausener Straße, Röhrichte und halbruderale Gras- und Staudenfluren anzutreffen. Ackerflächen befinden sich nicht im Gebiet.

### Flora

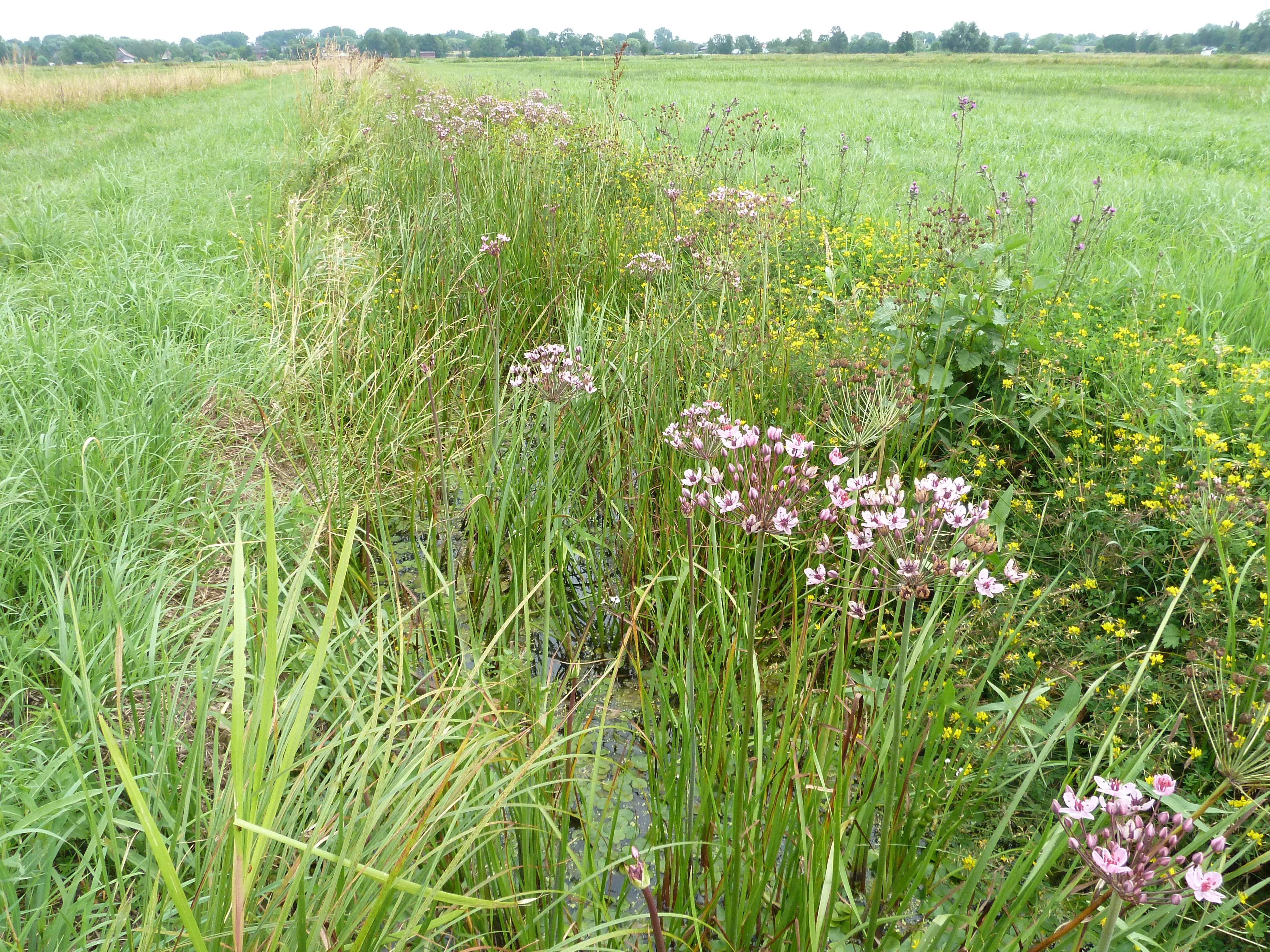
Artenreicher Graben mit Schwanenblume

Das Gebiet ist mit 317 unterschiedlichen Gefäßpflanzenarten sehr artenreich. Mit 233 Arten wächst mehr als die Hälfte der Arten an Gräben. 171 Arten kommen im Grünland selber vor. In den Stillgewässern sind 148 Arten anzutreffen. Insgesamt kommen 74 wertgebende Pflanzenarten mit unterschiedlichem Gefährdungsstatus nach den Roten Listen von Deutschland und Hamburg vor. Hervorzuheben sind die in Hamburg gefährdete Sumpfdotterblume, das Moor-Labkraut und der bundesweit gefährdete Röhrige Wasserfenchel. Diese Arten sind auf den Feuchtwiesen bzw. an den Grabenrändern anzutreffen. In den Gräben wachsen die bundesweit gefährdeten Arten Wasserfeder, Krebsschere und verschiedene Laichkräuter. Vereinzelt kommt auch das Breitblättrige Knabenkraut, eine bundesweit gefährdete Orchideenart, vor.

### Fauna

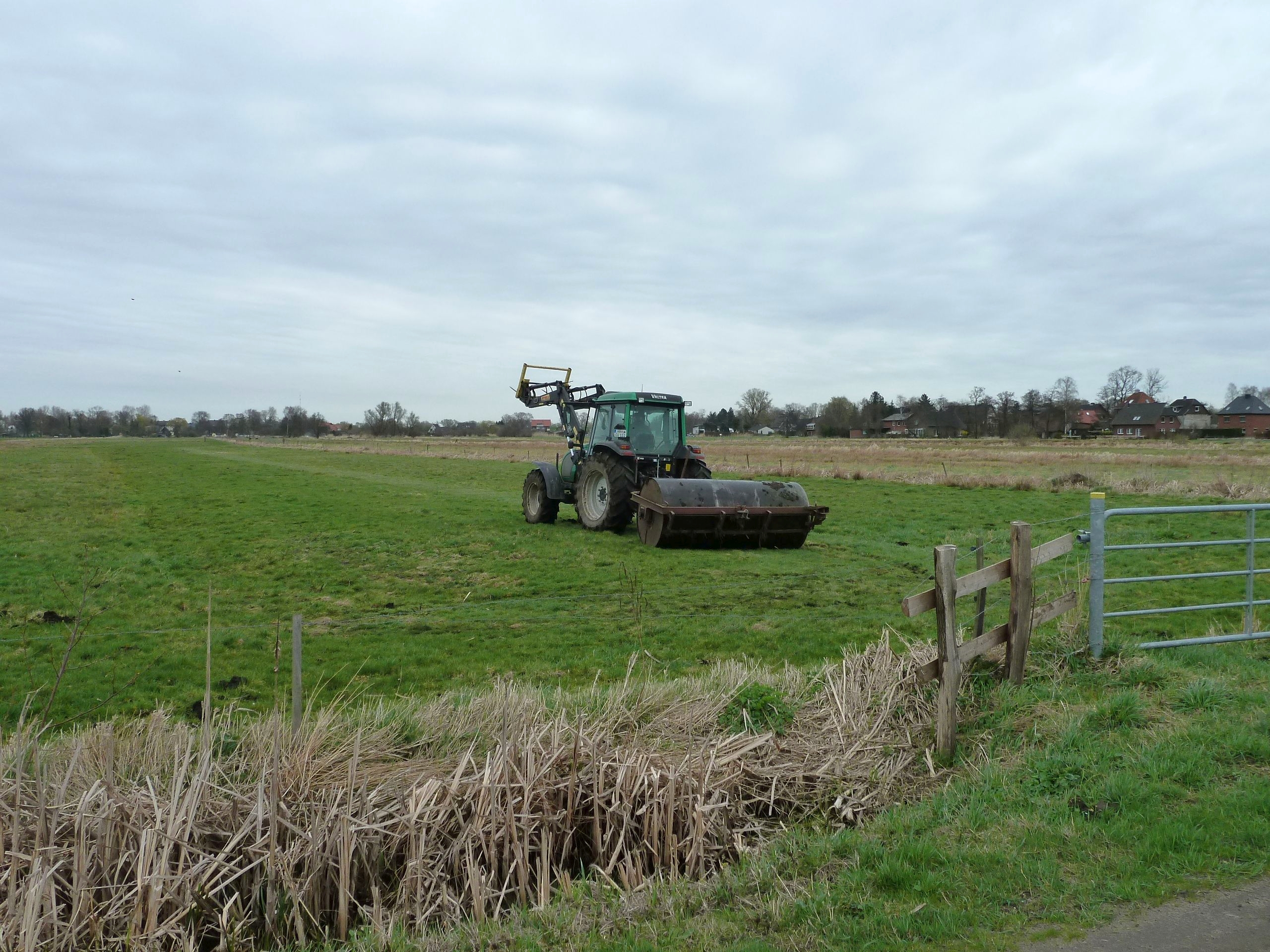
Walzen während der Brutzeit

#### Vögel
Untersuchungen über die Wiesenvogelbestände in Neuland von 1979 bis 1981 und von 1991 bis 2014 zeigen in den 1970er Jahren gegenüber heute deutlich höhere Bestände und einen Tiefpunkt in den 1990er Jahren. Das Braunkehlchen oder die Uferschnepfe verschwanden gänzlich aus dem Gebiet. Die Ursachen für den Rückgang lagen in den dokumentierten erheblichen Störungen während der Brutzeit durch Walzen, Düngen, Güllen, Eggen, Spritzen der Grünlandflächen sowie das Räumen der Gräben und Abbrennen der Grabenränder.
Mit dem Abschluss von Bewirtschaftungsverträgen mit dem Verbot von Arbeiten in der Brutzeit ab 2004 stiegen die Bestände an, deutlich nach Durchführung von wasserbaulichen Maßnahmen ab 2008 auf den Flächen mit Kompensationsmaßnahmen. Die Untersuchungen zeigen, dass die bisherigen Maßnahmen deutlich positive Veränderungen bewirken und es noch ein wesentliches Entwicklungspotenzial gibt.
Die Herrichtung der Kompensationsmaßnahmen mit der Anhebung des Oberflächenwasserstandes sowie die Schaffung von Kleingewässern haben insbesondere zu einer deutlichen Aufwertung des Lebensraums für Wiesenvögel geführt. Die Bekassine zeigt hier auf hohem Niveau stabile Bestände. Die Brutpaarzahlen bei Kiebitz und Rotschenkel sind in den letzten Jahren deutlich angewachsen. Feldlerche und Wiesenpieper kommen ebenfalls in hohen Dichten und mit stabilen Beständen vor. Durch die Vernässungsmaßnahmen kam es außerdem zu einer (Wieder-)Ansiedlung von Knäkente und Löffelente. Die Uferschnepfe versuchte 2016 zu brüten. Ein Kranichpaar nutzte die Flachwasserzonen als Brutplatz und konnte 2017 zwei Jungvögel erfolgreich aufziehen. Insgesamt brüten elf nach der Roten Liste für Hamburg bzw. für Deutschland gefährdeten Vogelarten im Gebiet.

#### Amphibien

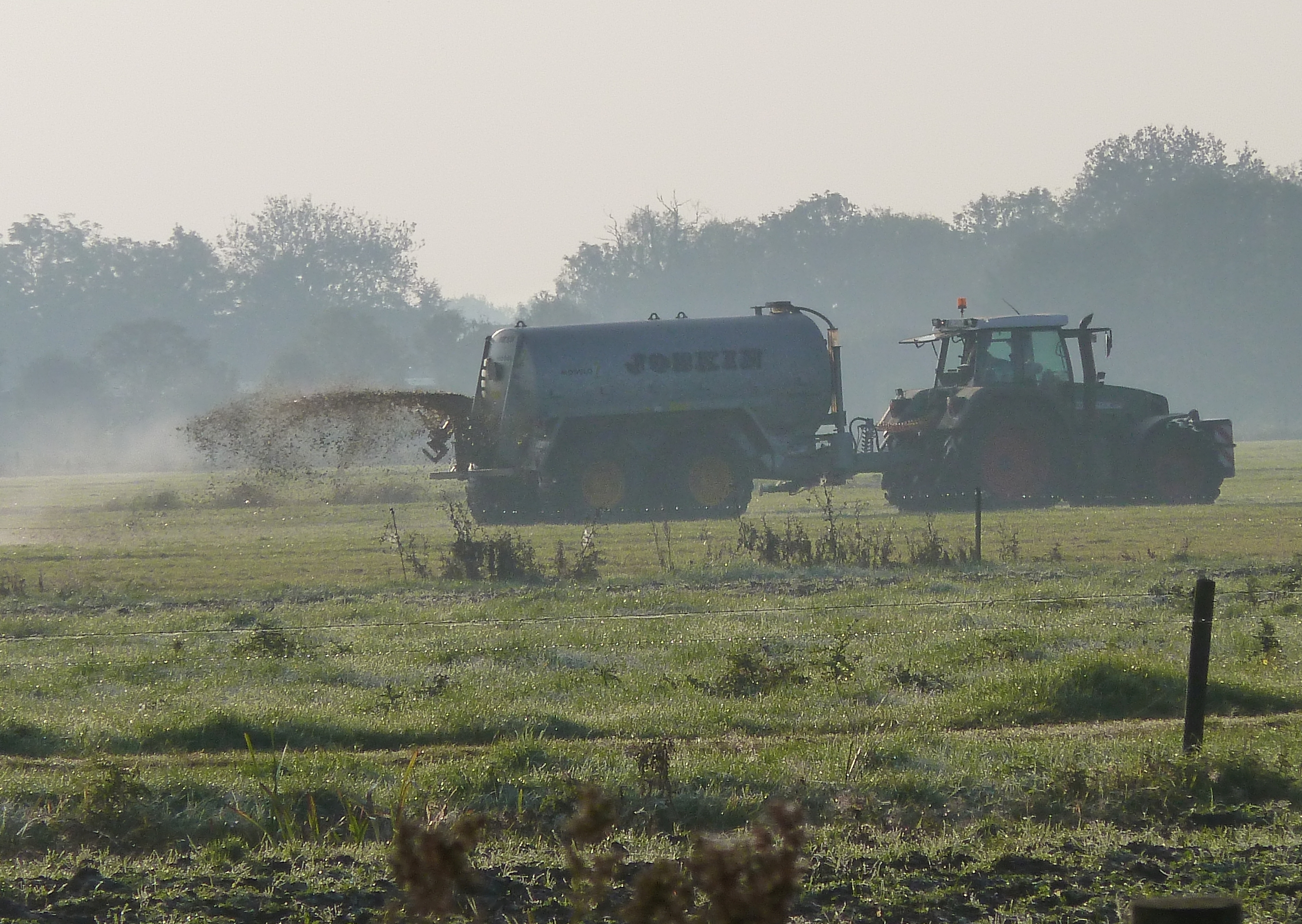
Düngung des Grünlandes mit Gülle

Die umfangreichen Gewässerlebensräume der Neuländer Moorwiesen bieten optimale Lebensräume für Amphibien. Insgesamt leben Erdkröte, Gras-, Teich-/See-, Moorfrosch und Teichmolch im Gebiet. Der Moorfrosch ist stark an Feuchtlebensräume und deren extensive Nutzung gebunden. Der Moorfrosch gilt bundesweit als gefährdet (Rote Liste 3), denn zahlreiche der ehemaligen Lebensräume sind trockengelegt und in eine intensivere Nutzung überführt worden.

#### Libellen
Die Libellenfauna in den Neuländer Moorwiesen hat in den letzten Jahren einen großen Aufschwung erhalten. Die Anzahl ist auf heute 33 Libellenarten deutlich gestiegen. Nach der Roten Liste Hamburgs kommen acht gefährdete bis vom Aussterben bedrohte Arten vor. Besonders herauszuheben sind drei Arten: Die Grüne Mosaikjungfer, die ihre Eier nur auf die Wasserpflanze Krebsschere ablegt, ist bundesweit vom Aussterben bedroht und in Hamburg stark gefährdet. Bundesweit stark gefährdet und in Hamburg vom Aussterben bedroht sind die Keilfleck-Mosaikjungfer und die Gefleckte Smaragdlibelle.

#### Säugetiere
Unter den Säugetieren haben die Feuchtgebiets-Lebensräume der Neuländer Moorwiesen für die Fledermausart Großer Abendsegler eine hohe Bedeutung als Jagd- und Nahrungsgebiete. Der bundesweit gefährdete Feldhase und die in Hamburg gefährdete, an Röhricht- und Hochstaudenvegetation gebundene Zwergmaus finden hier ebenfalls einen wichtigen Lebensraum. Besonders die Zwergmaus ist durch freilaufende Hunde und Katzen stark gefährdet, da diese potenzielle Prädatoren darstellen.

#### Fische
In den Gräben leben sechs Fischarten: Schleie, Karausche, Hecht, Schlammpeitzger sowie der 3- und 9-stachlige Stichling, fünf dieser Arten sind geschützt, darunter der bundesweit stark gefährdete Schlammpeitzger.

#### Weitere Arten
Unter den 16 im Gebiet nachgewiesenen Heuschreckenarten sind Vorkommen der landesweit gefährdeten Sumpfschrecke besonders hervorzuheben, die auf extensiv genutzte Feuchtwiesen angewiesen ist. Die Tagfalter sind mit einer typischen Art extensiv genutzten Grünlands, dem Großen Ochsenauge sehr stark vertreten. Mehrfach wurden Larven der bundesweit gefährdeten Kolbenwasserkäfer beobachtet. Schließlich kommen am Uferbereich der Gräben die bundesweit gefährdete Sumpfwindelschnecke sowie die in Hamburg stark gefährdete Gemeine Windelschnecke vor.

## Kompensationsmaßnahmen

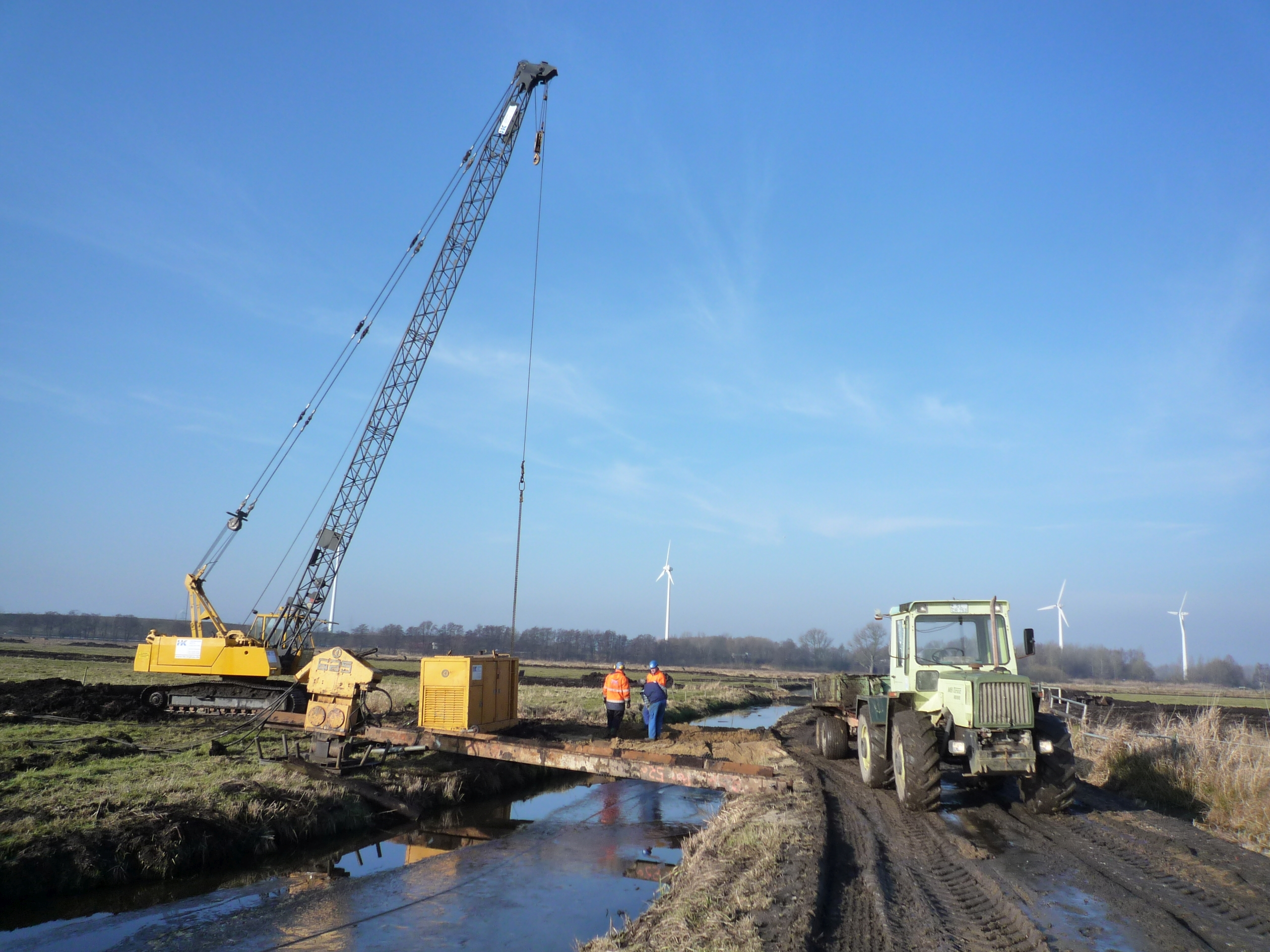
Einbau von Stauwehren zur Wasserrückhaltung entlang der Wetterung (2009)

Im Rahmen der Umsetzung von naturschutzrechtlichen Kompensationsmaßnahmen für vier Bebauungspläne und die Straßenbauvorhaben Umgehung Finkenwerder und Finkenwerder Knoten wurden in den letzten Jahren gezielte Renaturierungs- und Extensivierungsmaßnahmen auf 140 Hektar durchgeführt, die zu einer deutlichen Aufwertung der betroffenen Flächen geführt haben. Die wesentlichen baulichen Maßnahmen wurden zwischen November 2008 und Mitte 2011 umgesetzt. Von zentraler Bedeutung für die Entwicklung artenreicher Wiesen und Weiden mit niedermoortypischen Lebensgemeinschaften ist dabei ein hoher Wasserstand. Im Rahmen der Maßnahmenumsetzung sind in dem Gebiet 8 Stauwehre eingebaut, rund 21 km Gräben wiederhergestellt, 13 Kleingewässer neu angelegt, Gräben an 32 Stellen aufgeweitet und zwölf Flachwasserzonen auf einer Fläche von 7,6 ha neu angelegt worden. Mit der Anlage von großen Flachwasserbereichen innerhalb des Grünlandgebietes entstanden Kernflächen für den Amphibien-, Vogel- und Insektenschutz. Durch die Anhebung der Wasserstände soll darüber hinaus die Degeneration der Moorböden gestoppt und nach Möglichkeit umgekehrt werden.
Die Kompensationsflächen befinden sich überwiegend im zentralen und südlichen Teil des Naturschutzgebietes und werden nach naturschutzfachlichen Vorgaben extensiv bewirtschaftet. Dazu wurden entsprechende Bewirtschaftungsverträge mit Landwirten abgeschlossen. Die Vertragsflächen bilden einen besonders wertvollen Kernbereich. Die übrigen Grünlandflächen werden teilweise etwas intensiver bewirtschaftet, viele Flächen weisen aber aufgrund der standörtlichen Gegebenheiten ebenfalls oft eine sehr hohe Biotopwertigkeit auf.

## Landschaftsschutzgebiet

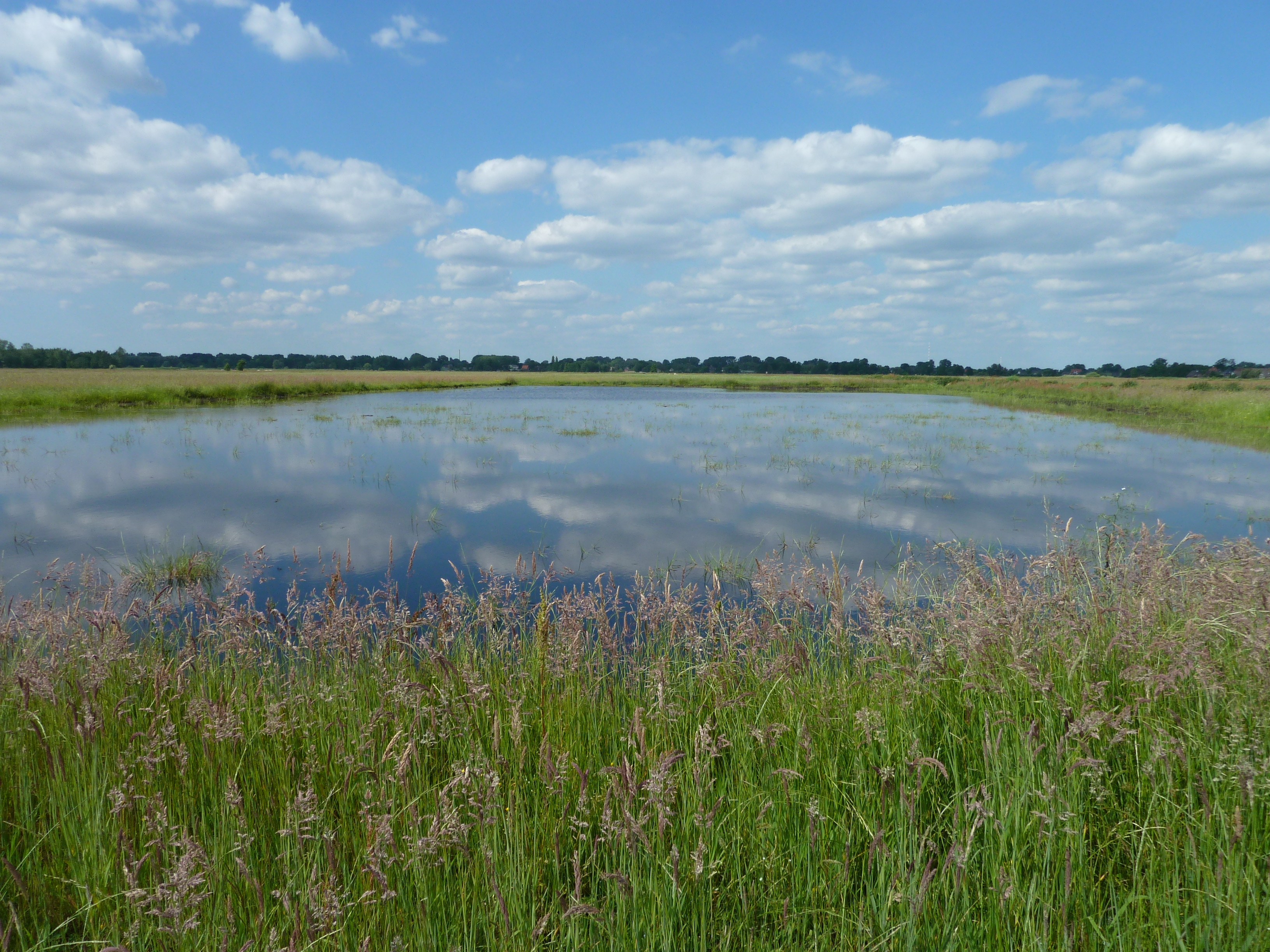
2009 im Rahmen der Kompensationsmaßnahmen hergestellte Flachwasserzone (2010)

Am 24. April 1957 meldete das Hamburger Abendblatt, dass die SPD im Bezirksausschuss einen Senatsantrag gegen den Hamburg-Block durchgesetzt hätte, um die Gemarkung Neuland in ihrer jetzigen landschaftlich schönen Form durch ein Landschaftsschutzgebiet zu erhalten. Die Vertreter des Hamburg-Block dagegen meinten, Neuland sei nicht in Gefahr, seinen landschaftlichen Charakter zu verlieren. Unter Protest der Hamburg-Block-Fraktion fand dann die Abstimmung statt. Die Verordnung wurde am 22. Oktober 1957 erlassen. Durch die Naturschutzgebietsverordnung wurde der Landschaftsschutz aufgehoben, soweit die betroffenen Flächen sich im Naturschutzgebiet befinden.

## Kulturgeschichte

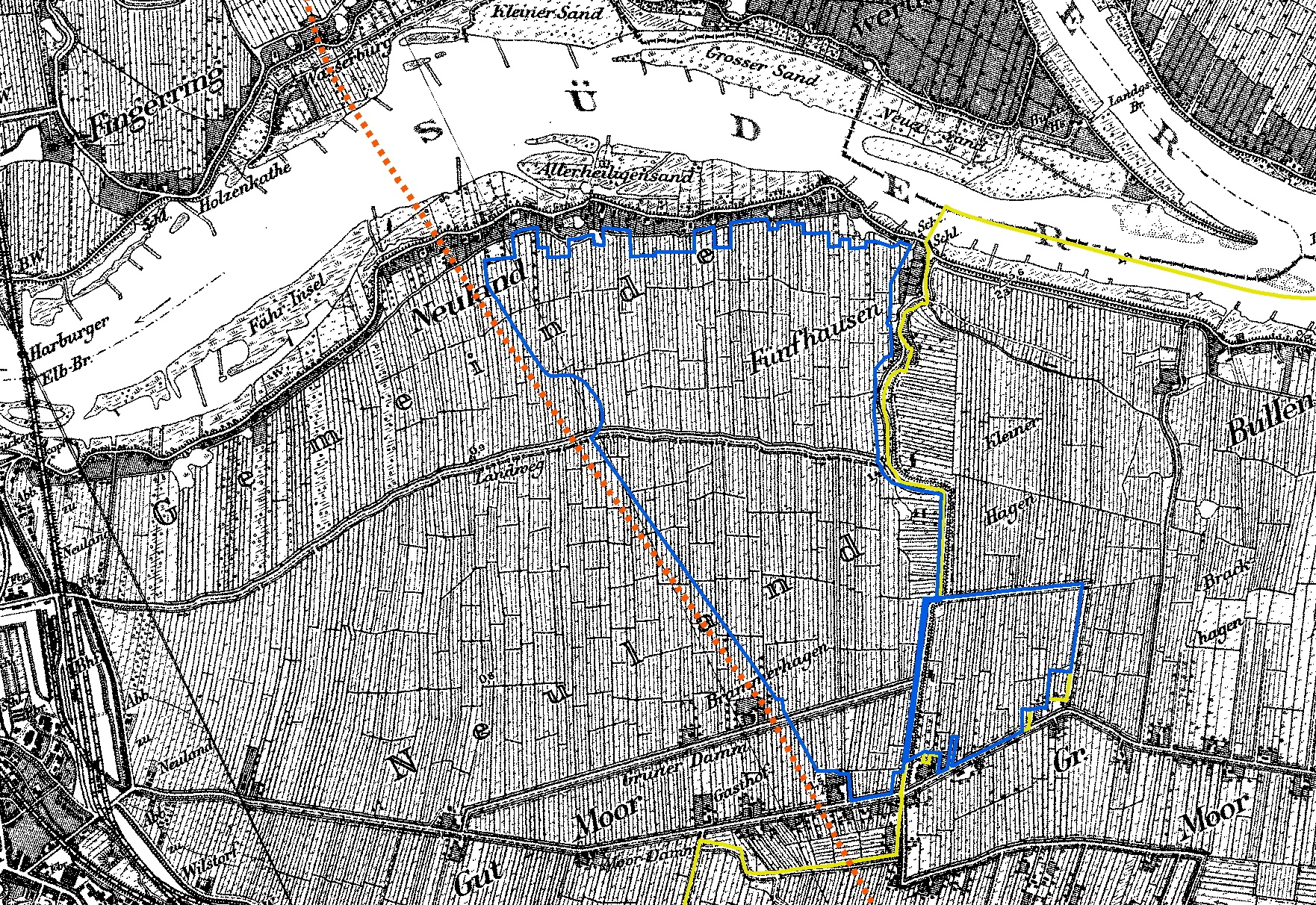
NSG Neuland (blaue Linie), Landesgrenze (gelbe Linie), Autobahn A1 (rote Punktlinie). Karte: Preuß. Neuaufnahme 1880

Bis ins 13. Jahrhundert war das Gelände um die spätere Stadt Harburg ein weites Sumpfgebiet und die Kultivierung des unmittelbar östlich gelegenen Marschlandes begann auf Veranlassung Herzog Otto II. von Braunschweig-Lüneburg im Jahre 1296 mit dem Bau von Deichen und der Schaffung eines großflächigen Systems von Entwässerungsgräben. Er verlieh den Siedlern günstige Privilegien mit stark ermäßigten Abgaben, die Befreiung vom Grundzins und eine autonome Verwaltung Wenngleich die Selbstverwaltung vieler Marschenorte während des fürstlichen Absolutismus aufgehoben wurde, hat sie sich in Neuland in der Communion von 1296 teilweise erhalten. Die bis heute bestehende Neuländer Communion ist eine Eigentümergemeinschaft mit 14 ha Fläche, die das Land am Fünfhausener Landweg verpachtet und die Erlöse aufteilt.
Wahrscheinlich im Verlauf des 14. Jahrhunderts hat die Bezeichnung Neuland den alten Ortsnamen Lewenwerder verdrängt. Neuland bildete eine der zwölf Vogteien des Amtes Harburg.
Der Fünfhausener Landweg führt im Verlauf eines alten Seitendeiches. Der kleine Ort Fünfhausen bestand, wie der Name andeutet, ehemals aus fünf Stellen.
Historische Karten wie die Kurhannoversche Landesaufnahme aus dem 18. Jahrhundert und die Preußische Neuaufnahme von 1880 belegen im östlichen Neuland einen flächigen Erhalt der Landschaftsstrukturen aus Gräben, Wetterungen und Wegen bis heute.
Die landwirtschaftliche Nutzung war wahrscheinlich über die Jahrhunderte hinweg im Zentralbereich auf den Moorböden von einer Grünlandnutzung geprägt. Auf dem ca. 300 m schmalen Streifen südlich des Neuländer Elbdeiches fand auf den mineralischen Böden eine Acker- und Gartenbaunutzung statt, die in den letzten Jahrzehnten verschwunden ist.
Eine Zäsur für die Landschaft Neulands war der Bau der Bundesautobahn A1 von 1937. In dessen Folge wurde der westliche Teil von Neuland bis zur Autobahn in den vergangenen Jahrzehnten bebaut. Überlegungen zur Entwicklung von Industrieflächen bis nach Bullenhausen gab es 1923 durch den von der preußischen Regierung aufgestellten Generalsiedlungsplan für das Groß-Hamburger Gebiet.

## Wasserwirtschaft

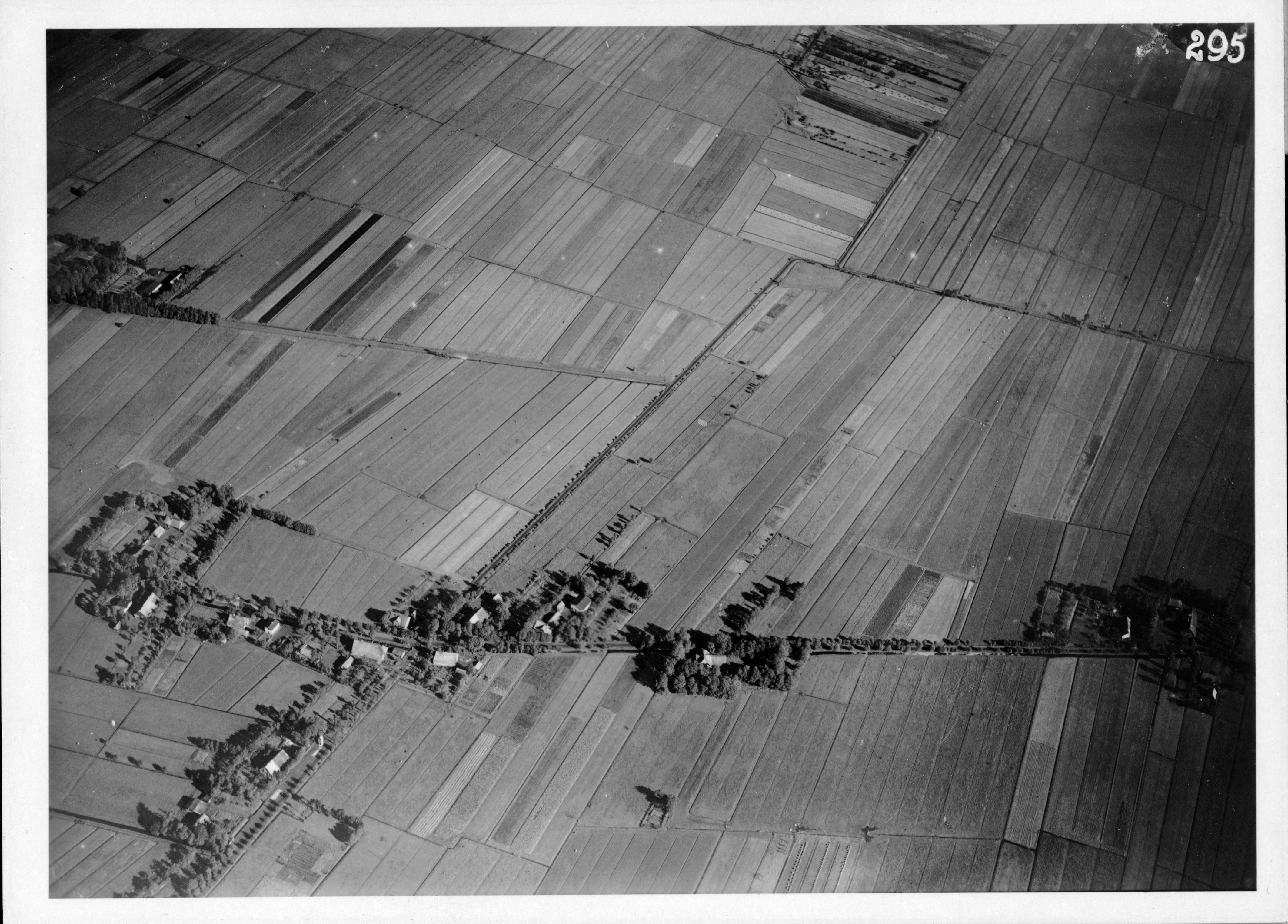
Neuland 1921: Richtung Norden mit dem Großmoordamm im Vordergrund und der Fünfhausener Straße in der Mitte

Das Gebiet wird durch eine Vielzahl von Gräben und zugehörige, senkrecht dazu verlaufende, Verbindungs- und Hauptgräben entwässert. Die Gräben entwässern südlich der Fünfhausener Landweg Wettern nach Norden, nördlich davon, nach Süden in die Wettern. Diese ist sowohl im Westen als auch im Osten über einen Verbindungsgraben nach Fünfhausen im Nordosten des Gebietes über ein Deichsiel an die Elbe angeschlossen und zeigt im Jahresverlauf unterschiedliche Fließrichtungen. Der Südostteil (östlich der Fünfhausener Straße) wird durch einen ausgebauten Graben am Nordrand nach Osten in eine sehr breit ausgebaute Hauptwettern entwässert, die dann wiederum nach Norden auf niedersächsischem Gebiet in der Ortschaft Bullenhusen über ein Deichsiel in die Elbe entwässert.

## Erreichbarkeit und Wegeführung
Einen guten Einblick ins zentrale Schutzgebiet erhält man über den für den allgemeinen Verkehr gesperrten Wirtschaftsweg Fünfhausener Landweg entlang der Fünfhausener Landwegwettern zwischen der Autobahn A1 (Zugang über die Neuländer Straße, an der Zufahrt zum Betonwerk dem Wirtschaftsweg neben der Wetterung bis zur Unterführung der Autobahn folgen) und der Fünfhausener Straße.
Mit dem Bus kann das Gebiet im Norden oder Süden erreicht werden: Die Linie 149 fährt 20 Minuten vom Bahnhof Hamburg-Harburg nördlich über den Neuländer Elbdeich Richtung Bahnhof Winsen bis zur Haltestelle Fünfhausener Straße. Von dort führt die Fünfhausener Straße Richtung Süden ins Schutzgebiet.
Der südliche Teil des Schutzgebietes ist in 6 Minuten über die Linie 245 ab Bahnhof Harburg Richtung Groß Moor an Haltestelle Fünfhausener Straße Süd erreichbar. Von der Haltestelle führt die Fünfhausener Straße Richtung Norden direkt ins Schutzgebiet. Ein Fußweg ist an der Straße nicht vorhanden.